# 威爾頓 (緬因州)
威爾頓（英語：Wilton）是一個位於美國緬因州富蘭克林縣的市鎮。

## 人口
根據2020年美國人口普查的數據，威爾頓的面積為110.90平方千米，當中陸地面積為106.86平方千米，而水域面積為4.04平方千米。當地共有人口3835人，而人口密度為每平方千米35人。